# Teamfight Tactics
Teamfight Tactics (TFT; с англ. — «Тактика командного боя») — многопользовательская компьютерная игра в жанре автобаттлера, которая была разработана и выпущена компанией Riot Games. Игра была выпущена на базе клиента League of Legends, как режим очереди, в цикле обновлений 9.13, с последующем включением ранговой очереди в цикле обновлений 9.14. Позднее режим был выпущен в качестве отдельного приложения для iOS и Android 19 марта 2020.

## Игровой процесс
Игрок в Teamfight Tactics называется «маленькая легенда». Карта состоит из 8 островов для каждого игрока с островом посередине для так называемой «карусели». В начале игры подобранные 8 игроков появляются на центральном острове со ста единицами здоровья. В центре острова бегают вокруг персонажи (чаще всего персонажи из League of Legends), которых можно взять, подбежав к ним. После истечения времени выбора каждого игрока с выбранным персонажем переносят на свой остров. Этот процесс называется «карусель».
Каждый остров состоит из поля для размещения персонажей. Поле имеет размер 4x7 клеток. Каждая клетка имеет форму шестиугольника, из-за чего армия по строкам не может располагаться строго друг за другом. Для персонажей, которые нужны игроку (например для сборки улучшенной версии), но не нужны на поле битвы, есть скамейка запасных, рассчитанная на 9 мест. Сбоку от поля расположены индикаторы накопления золота (слева индикатор противника, справа ваш). Покупая 3х бронзовых персонажей, игрок получает одного серебряного. 3 серебряных дадут золотого. Вместе с этим растёт урон, здоровье и другие показатели персонажа.
После первой карусели игрок начинает составлять из персонажей армию. Каждый персонаж имеет свой определённый клан, класс и умение. Таким образом, создав армию из персонажей одного клана или класса, можно получить определённый бонус, как для команды в общем, так и вплоть до определённого персонажа в ней. Новые персонажи могут быть приобретены в магазине за золото, которое игрок может получить несколькими способами: победа в матче (серия побед), получение из сферы, которая может выпасть за убийство монстра в PvE раунде, серия поражений или повышенный прирост за накопление золота. Раунд в игре идёт в 2 этапа: подготовка и бой. На этапе подготовки игрок может покупать/продавать персонажей, переставлять их на поле, покупать опыт игрока, который нужен для увеличения редкости вещей в магазине и увеличения лимита персонажей на поле, а также обновлять выбор в магазине. В этапе боя игрок может только продавать/покупать персонажей только на скамейке запасных, обновлять выбор в магазине и покупать опыт. Бои проходят в формате «1 на 1» автоматически между двумя армиями на чьём-то поле, которое выбирается случайно между 2мя полями игроков. Этап подготовки идёт определённое время. Этап боя заканчивается, когда последние 2 игрока закончат сражаться между собой. Сражение заканчивается, когда одна армия победит другую. В зависимости от уровня игрока и количества оставшихся персонажей наносится урон проигравшему игроку. Если по окончании основного времени армии продолжают сражаться, вводится так называемый 15-секундный «овертайм» (англ. overtime), где армии сражаются в ускоренном режиме. Когда здоровье игрока опускается до 0, ему присуждается место и он выбывает из игры. Если происходит ситуация, когда невозможно подобрать противника (нечётное количество игроков), на поле этого игрока создаётся копия армии случайного противника. В случае победы над такой копией, урон владельцу этой армии засчитан не будет.
Все раунды объединяются в стадии: 1-я стадия состоит из 3х раундов, в которых 8 игроков сражаются в режиме PvE. Последующие стадии выглядят примерно одинаково: в середине стадии карусель, в конце стадии раунд PvE, остальные раунды против игроков. Последующие карусели имеют отличие от первой: выдача права на выбор персонажа осуществляется в зависимости от уровня здоровья персонажа (чем меньше, тем быстрее).